# Johannes Fädminger
Johannes Fädminger, auch Hans Murer (* um 1520 in Thun; † 15. Oktober 1586 in Bern) war ein Schweizer evangelischer Geistlicher.

## Leben
Johannes Fädminger war zu einem unbekannten Zeitpunkt Pfarrer von Rüderswyl, dann wurde er 1547 Helfer in Brugg, war darauf von 1547 bis 1556 Pfarrer in Lauperswil, bevor er Helfer am Berner Münster und 1566, deren Pfarrer und 1575 dort Dekan wurde.
Er begleitete am 20. Oktober 1571 Hans Haslibacher, den letzten Taufgesinnten, der im Kanton Bern wegen seines Glaubens hingerichtet wurde und sich standhaft weigerte dem Täufertum abzuschwören. Er war auch mit dem Mediziner und Antitrinitarier Johannes Hasler (1548–1593) befreundet, der in seinem Auftrag, eine Abschrift von Johannes Sylvanus Schrift Wahre christliche Bekänntniß des uhralten Glaubens von dem einigen wahren Gott und von Messia Jesu des wahren Christus, wider den Drey-persönlichen Abgott und Zweygenaturten Götzen des Widerchrists, auß Gottes Wort mit Fleiß zusammengetragen, anfertigte; dies führte 1570 zu einem scharfen Verhör Fädmingers durch den Rat Berns. Die Angelegenheit wurde zwar als unbedeutend bewertet, führte aber zu einer Mitteilung an den Reformator Heinrich Bullinger, in dem der tolerante Fädminger als unzuverlässig im rechten Glauben bezeichnet wurde. Die Wahl Fädmingers zum Dekan wird als Zeichen gewertet, dass der Berner Rat der Toleranz mehr Raum geben wollte.
Auf der ausserordentlichen Synode, die 1581 in Bern einberufen wurde und die nicht von der Geistlichkeit, sondern vom Rat und Schultheiss Beat Ludwig von Mülinen angeordnet worden war, übte Fädminger scharfe Kritik an der Obrigkeit, nachdem diese die Pfarrerschaft scharf gerügt hatte. Von 1581 bis 1582 vertrat er auch vehement, dass weiterhin Oblaten beim Abendmahl verwendet werden sollten, und nicht, wie auf der Synode von Pfarrer Abraham Musculus (1534–1591) vorgeschlagen, Brot gebrochen werden solle; die Auseinandersetzung wurde 1582 durch die Weisung des Rates, den Streit zu beenden, beigelegt.
Seine umfangreiche Bibliothek, die überwiegend aus dem Nachlass seines Schwiegervaters Leonhard Hospinian stammte und 243 Bände umfasste, darunter zahlreiche Sammelbände, sodass sich die Anzahl der Titel auf 435 belief, vermachte er der Hohen Schule (heute: Universität Bern).
Sein von ihm gestifteter Stipendienfonds in Höhe von 5.000 Pfund für die Unterstützung von zwölf Theologiestudenten, davon sollten zwei aus Thun sein, besteht heute noch und hatte 2009 ein Vermögen von über 24.000 Franken.
Johannes Fädminger war in erster Ehe mit Barbara, Tochter von Leonhard Hospinian (1505–1564), verheiratet. Gemeinsam hatten sie vier Kinder.
Mit seiner zweiten Ehefrau, die er 1563 heiratete, Elsbeth, Tochter des Lux Löwensprung, Rat in Bern, hatte er eine Tochter; mit seiner dritten Ehefrau, Sara, Tochter von Valentin Curio (1500–1532) war er seit 1565 verheiratet.

## Schriften (Auswahl)
- Johannes Chrysostomus; Marcin Kromer; Veit Amerbach; Johannes Fädminger; Niklaus Henzi; Johannes Oporin (Offizin, Basel): Aliquot Orationes D. Chrysostomi Graecae, et Latinae: ante hoc tempus Graece nunquam editae, Latine tantum semel. cum Epiphanii quadam oratione, ac Historia de Iesu Christo. Basel 1552.
- Ein hüpsch nüw Geistlich Lied vonn dem Abraham, wie er synen sun Isaac uffopffern wolt : in der wyss wie Die Meyster gsang / Ein ander geistlich Lied von Gottes Testament, in der wyss wie das froewlin uss Brittannia. Bern 1554.
- Hans Murer; Johann Rudolf Manuel; Adolf Fluri; Matthias Apiarius (Offizin, Bern); Samuel Apiarius (Offizin, Bern); Siegfried Apiarius (Offizin, Bern): Der Ein unnd nüntzigest Psalm: in der wyss der Siben worten, Oder, In dich hab ich gehoffet Herz. Bern 1554.
- Benedikt Thalmann; Abraham Musculus; Johannes Fädminger; Christoph Froschauer der Jüngere (Offizin, Zürich): Assertio verae et orthodoxae doctrinae de unitate personae et distinctione duarum naturarum in Christo. Tiguri: Apud Christoph. Froschouerum, 1578.